# Enric I de Luxemburg
|  | Aquest article tracta sobre el Gran Duc del segle XX. Si cerqueu el comte de Luxemburg del segle XI, vegeu «Enric V de Baviera». |

Enric I de Luxemburg (castell de Betzdorf, Luxemburg, 1955) és el Gran Duc de Luxemburg i membre de la dinastia dels Borbó-Nassau. Sobirà del gran ducat des de l'any 2000 després de l'abdicació del seu pare.

## Orígens familiars
Nat el dia 16 d'abril de l'any 1955 al castell de Betzdorf al gran ducat de Luxemburg, sent fill del gran duc Joan I de Luxemburg i de la princesa Josepa Carlota de Bèlgica. El príncep rebé els títols de príncep de Luxemburg, príncep de Nassau i príncep de Borbó-Parma amb el tractament d'altesa gran ducal. El príncep és net per via paterna del príncep Fèlix de Borbó-Parma i de la gran duquessa Carlota I de Luxemburg mentre que per via materna ho és del rei Leopold III de Bèlgica i de la princesa Àstrid de Suècia.
Cursà estudis primaris i secundaris en una escola pública del gran ducat rebent el batxillerat posteriorment a França. El 1975 obtingué el certificat superior d'estudis a la Royal Military Academy de Sandhurst, una de les més prestigioses escoles militars britàniques. Posteriorment inicià estudis superiors a la Universitat de Ginebra cursant la llicenciatura en ciències polítiques obtenint el títol l'any 1980.

## Matrimoni i descendència
L'any 1980 accedí al Consell d'Estat del Gran Ducat i el 14 de febrer de 1981 va contraure matrimoni amb la cubana Maria Teresa Mestre, nascuda a l'Havana l'any 1956. La parella ha tingut cinc fills:
- S.A.R. el Príncep Guillem de Luxemburg Nassau-Weilburg, Gran Duc Hereu, nascut a Luxemburg l'any 1981.
- S.A.R. el Príncep Fèlix de Luxemburg, nascut el 1984 a Luxemburg.
- S.A.R. el Príncep Lluís de Luxemburg, nascut a Luxemburg el 1986.
- S.A.R. la Princesa Alexandra de Luxemburg, nascuda a Luxemburg el 1991.
- S.A.R. el Príncep Sebastià de Luxemburg, nascut el 1992 a Luxemburg.

## Preparació i presa de poder
Considerat per la premsa especialitzada com un príncep hereu de conducta inqüestionable i un pare de família exemplar, Enric va preparar-se de forma discreta pel moment en què assumiria el poder de cap d'estat del petit gran ducat. Va viatjar per diversos països per tal de completar la formació i com a president honorari del Consell de Desenvolupament Econòmic de Luxemburg, creat l'any 1977.
Ascendit al gran de coronel de l'exèrcit luxemburguès i l'any 1989 fou nomenat comandant honorífic del Real Regiment de Paracaigudistes de l'exèrcit britànic. El 4 de març de 1998, conforme a l'article 42 de la constitució fou nomenat tinent en representació del seu pare, una funció més o menys equivalent a la de regent que se li atorgà a conseqüència de l'avançada edat del seu pare i com a preàmbul de la pujada al tron de l'any 2000.
L'ascensió al tron fou anunciat el 24 de desembre de l'any 1999 i tingué lloc el 7 d'octubre del 2000, malgrat tot, l'esdeveniment va haver d'esperar uns dies de més per l'accident del germà d'Enric, el príncep Guillem de Luxemburg en què estigué a punt de perdre la vida. A la cerimònia hi assistiren els reis de Bèlgica i dels Països Baixos. Primer el gran duc Joan abdicà al Palau Reial i posteriorment Enric jurà el càrrec a la Cambra de Representants essent el sisè gran duc del petit gran ducat europeu.
El gran duc posseeix els doctorats honorífics en Lletres per la Universitat Sacred Heart de Fairfield, Connecticut, en Dret per la Universitat Miami d'Oxford, Ohio, en Economia per la Universitat Khon Kaen, Tailàndia, i en Ciències Polítiques per la Universitat de Trier, Alemanya. Des de 1998 és membre del Comitè Olímpic Internacional i de la Fundació Charles Darwin per la preservació de les illes Galápagos, i últimament centrava les seves activitats en una fundació patrocinada per l'Organització Mundial de la Salut i dedicada a la prevenció dels abusos de menors.